# Inti (Incagod)

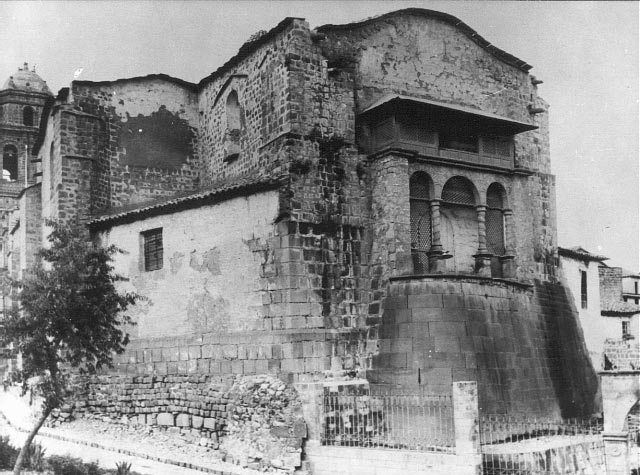
Templo del Sol (zonnetempel, quechua: Inti Kancha), tegenwoordig bekend als Coricancha, Cuzco, foto uit de jaren vijftig

Inti (de zonnegod) was een van de belangrijkste goden van de Inca's, naast Viracocha (de oppergod),  en Mama Quilla (de godin van de maan). Inti werd weergegeven met het symbool van de Meizon.
Sommige Incatempels stonden in nauwe betrekking met de verering van de zonnegod. De Spanjaarden noemden ze dan ook Templo del Sol (zonnetempel).
In de tempels bevonden zich schijven van bladgoud die de zon moesten voorstellen en lieten zien hoe belangrijk de macht van de zonnegod was.

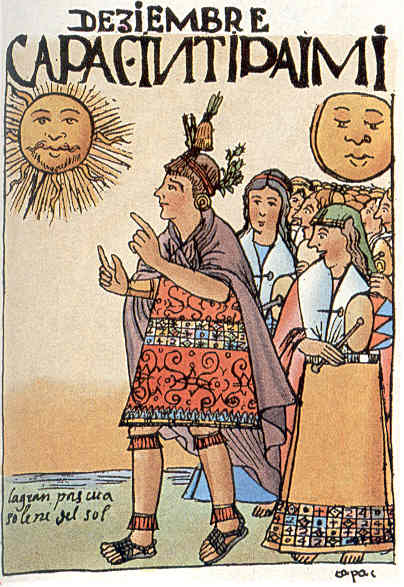
Inti Raymi, het festival van de zon, tijdens het wintersolstitium, 1615
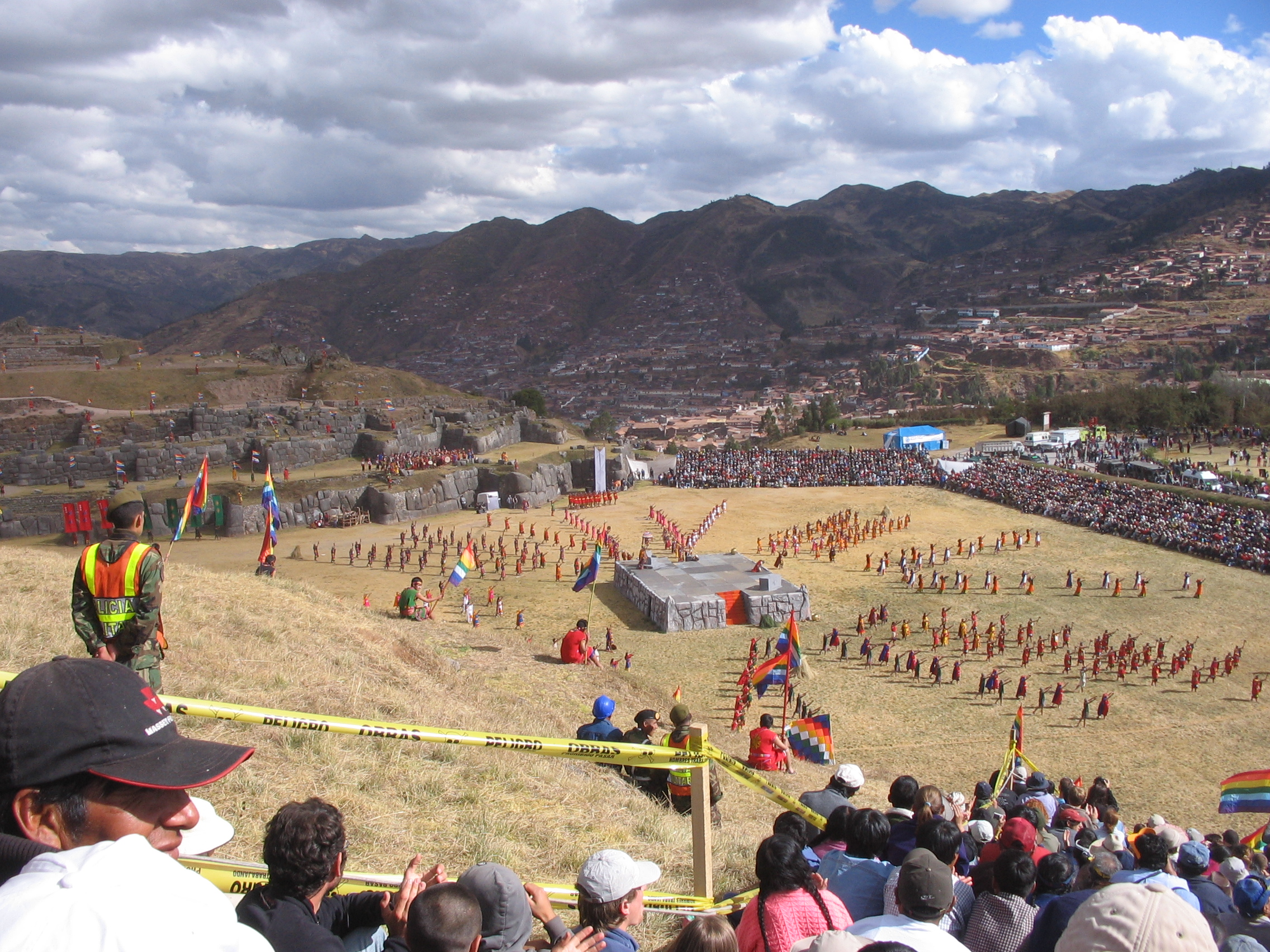
Inti Raymi in Sacsayhuamán
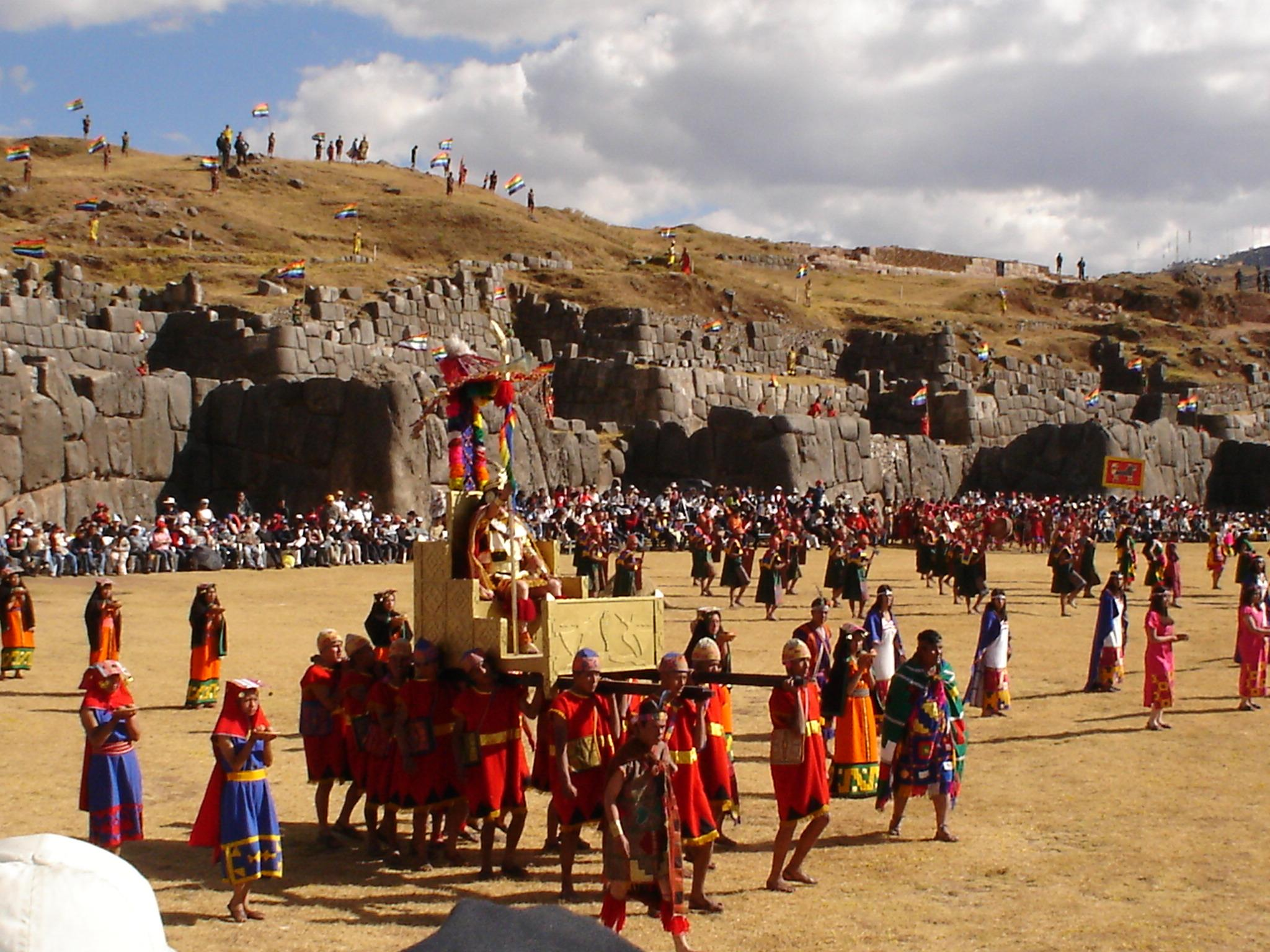
Inti Raymi in Sacsayhuamán
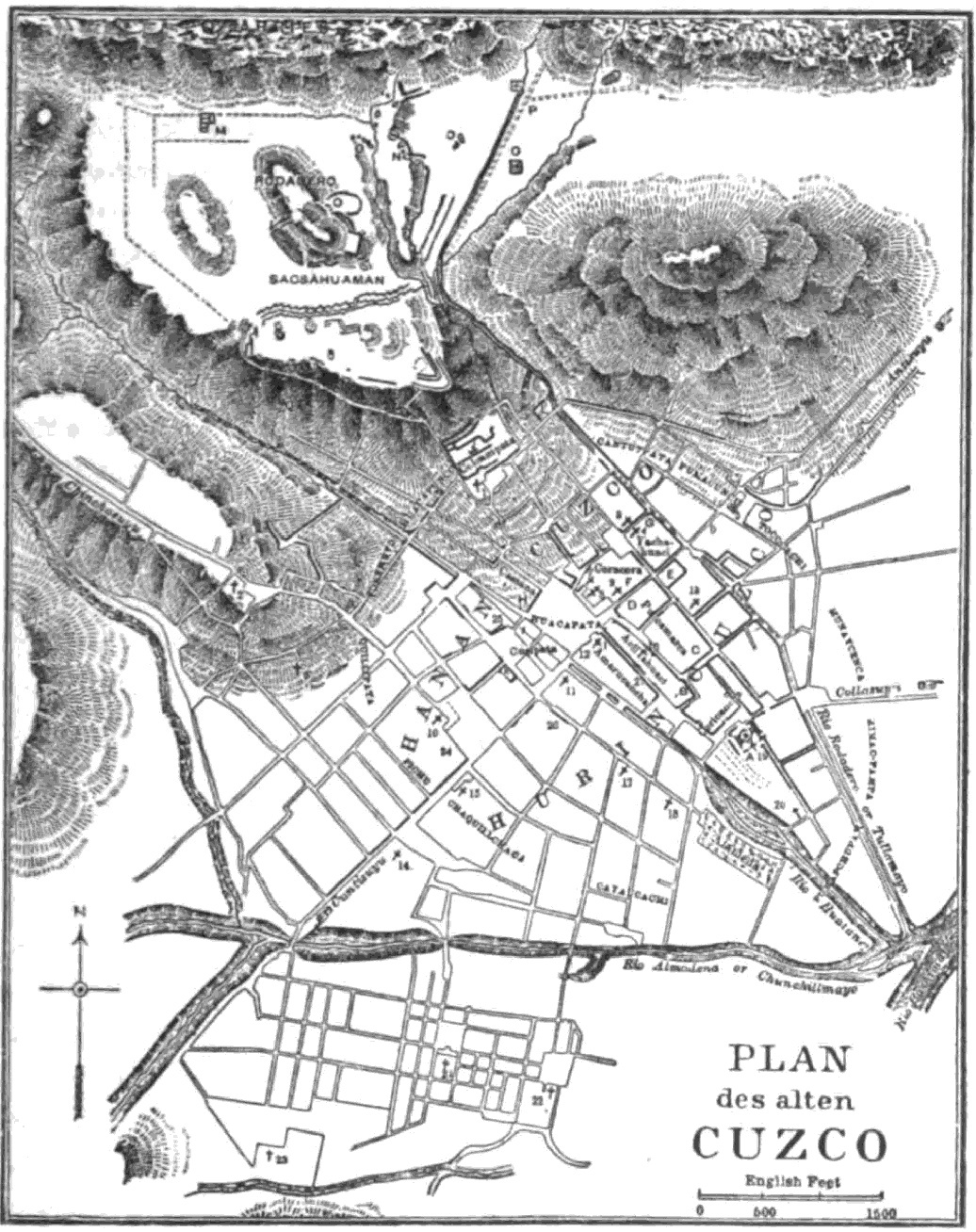
Geoglief in Cuzco, de vesting Sacsayhuamán in het noorden van de stad geeft de kop van een liggende poema weer, El puma yacente, ca. 1860